# Мирфак
Мирфак (Альфа Персея / α Per) — ярчайшая звезда в созвездии Персея. В переводе с арабского Мирфак ас-Сурая — локоть, ближайший к Плеядам. Менее распространённое название — Альгениб или Альгени, в переводе означает «бок».
Мирфак — желтовато-белый сверхгигант с видимым блеском 1,8m.
Мирфак входит в состав молодого рассеянного скопления Melotte 20, часто называемого «Скоплением Альфа Персея».

## Предполагаемая планета
За 20 лет были получены измерения радиальной скорости звезды, и были обнаружены периодические колебания с амплитудой 70 м/с. Возможно, у Мирфака есть экзопланета — горячий гигант массой в 6,6 массы Юпитера с периодом обращения 128 дней. Хотя не исключено, что причина этим изменениям — вращение звезды, период которого оценивается в 130 дней, что довольно близко к наблюдаемому.